# Winterport
Winterport es un pueblo ubicado en el condado de Waldo en el estado estadounidense de Maine. En el Censo de 2010 tenía una población de 3.757 habitantes y una densidad poblacional de 39,14 personas por km².

## Geografía
Winterport se encuentra ubicado en las coordenadas 44°39′1″N 68°54′32″O / 44.65028, -68.90889. Según la Oficina del Censo de los Estados Unidos, Winterport tiene una superficie total de 95.98 km², de la cual 92.01 km² corresponden a tierra firme y (4.14%) 3.97 km² es agua.

## Demografía
Según el censo de 2010, había 3.757 personas residiendo en Winterport. La densidad de población era de 39,14 hab./km². De los 3.757 habitantes, Winterport estaba compuesto por el 97.02% blancos, el 0.35% eran afroamericanos, el 0.59% eran amerindios, el 0.69% eran asiáticos, el 0.05% eran isleños del Pacífico, el 0.16% eran de otras razas y el 1.14% pertenecían a dos o más razas. Del total de la población el 0.83% eran hispanos o latinos de cualquier raza.